# Filipa Tomaz da Costa
Filipa Tomaz da Costa (1958) foi a primeira mulher portuguesa a ser enóloga de profissão.

## Biografia
Costa nasceu numa família de agricultores de Vila Franca de Xira, tendo ficado órfã de pai enquanto era estudante universitária. Após a conclusão da licenciatura em Agronomia e Indústrias Alimentares pelo Instituto Superior de Agronomia, Costa foi estagiária do Instituto da Vinha e do Vinho. Todavia, já em 1981, ainda estudante de agronomia, teve uma experiência neste sector ao fazer a sua primeira vindima, na empresa João Pires & Filhos, que mais tarde havia de se chamar Bacalhôa Vinhos de Portugal.
Após conclusão do estágio, Costa colaborou com a empresa de vinhos J. M. da Fonseca Internacional e integrou a equipa do enólogo Peter Bright, na empresa João Pires Vinhos, onde acabou, em 1993, por assumir a direção da equipa de enologia. Costa mantém-se como enóloga na Bacalhôa Vinhos de Portugal sendo especialista na produção de Moscatel de Setúbal e Moscatel Roxo.

## Prémios e Reconhecimentos
Costa foi distinguida pelo seu trabalho como enóloga::
- 2014 - Distinguida com o título de "Enóloga do Ano 2013" na categoria "Vinhos Generosos" pela revista portuguesa Vinhos;
- 2021 - Distinguida com o título "Enóloga do Ano 2021" nos Prémios W 2021;

## Ligações Externas
- Participação no programa da RTP "Ser Enólogo" de Maria João Seixas.